# 蒂萨考拉德
蒂萨考拉德（匈牙利語：Tiszakarád）是匈牙利包尔绍德-奥包乌伊-曾普伦州所辖的一个村。总面积47.57平方公里，总人口2350，人口密度49.4人/平方公里（2011年1月1日）。